# مرنطة (نبات)
المَرَنْطَة أو العرعروط جنس نباتات عشبية مُزهرة من فصيلة المرتينيات. يضم من 40 إلى 50 نوع معترف به حاليًا. مواطنها أمريكا الوسطى وأمريكا الجنوبية الاستوائية وجزر الهند الغربية. سُمي الجنس على الطبيب وعالم النبات الإيطالي بارتولوميو مرنطة.